# 点叶秋海棠
点叶秋海棠（学名：Begonia alveolata）又名二棱秋海棠，为秋海棠科秋海棠属的植物，是中国的特有植物。分布于中国大陆的云南等地，生长于海拔1,000米至1,300米的地区，一般生于林下湿处或混交林下，目前尚未由人工引种栽培。